# New Beast
New Beast étaient des montagnes russes assises en métal du parc Alton Towers, dans le Staffordshire, au Royaume-Uni.

## Historique
Elles ont ouvert pour la première fois en 1988 sous le nom Alton Beast dans la section Talbot Street (maintenant Cloud Cuckoo Land). En 1992, elles ont été rénovées, renommées New Beast et replacées dans la section Thunder Valley (maintenant Forbidden Valley). Elles ont depuis été relocalisées deux fois.

## Localisations diverses
Ces montagnes russes ont été présentes dans les parcs :
- Divertido sous le nom Space Mountain jusqu'en 2004.
- Salitre Magico sous le nom Tornado depuis 2010.

## Statistiques
- Lieu : section Thunder Valley d'Alton Towers
- Éléments : Lift électrique en spirale